# Evandro Guerra
Evandro Motta Marcondes Guerra (ur. 27 grudnia 1981 w São Paulo) – brazylijski siatkarz, grający na pozycji atakującego, reprezentant Brazylii. 

## Sukcesy klubowe
Liga brazylijska:
- 2008, 2017, 2018
- 2005, 2007, 2014
- 2000, 2019

Puchar Brazylii:
- 2007, 2018, 2019, 2020

Puchar ACLAV:
- 2012, 2013

Liga argentyńska:
- 2013
- 2012

Klubowe Mistrzostwa Ameryki Południowej:
- 2013, 2017, 2018, 2019, 2020
- 2012, 2022[4]

Puchar Master:
- 2013

Liga japońska:
- 2015[5]

Klubowe Mistrzostwa Świata:
- 2016
- 2019
- 2017

Superpuchar Brazylii:
- 2016, 2017

## Sukcesy reprezentacyjne
Mistrzostwa Świata Juniorów:
- 2001

Liga Światowa:
- 2006[6]
- 2016

Puchar Ameryki:
- 2007

Puchar Wielkich Mistrzów:
- 2013

Mistrzostwa Ameryki Południowej:
- 2015

Igrzyska Olimpijskie:
- 2016

Mistrzostwa Świata:
- 2018

## Nagrody indywidualne
- 2007 - Najlepszy punktujący Pucharu Brazylii
- 2012 - Najlepszy punktujący i serwujący ligi argentyńskiej
- 2012 - MVP Klubowych Mistrzostw Ameryki Południowej
- 2013 - MVP Pucharu ACLAV
- 2013 - Najlepszy punktujący ligi argentyńskiej
- 2015 - MVP Turnieju Kurowashiki
- 2015 - Najlepszy atakujący Mistrzostw Ameryki Południowej
- 2016 - Najlepszy atakujący Klubowych Mistrzostw Świata
- 2017 - MVP i najlepszy atakujący brazylijskiej Superligi w sezonie 2016/2017
- 2019 - Najlepszy atakujący Klubowych Mistrzostw Świata